# Borgvik
Borgvik is een plaats in de gemeente Grums in het landschap Värmland en de provincie Värmlands län in Zweden. De plaats heeft 176 inwoners (2005) en een oppervlakte van 87 hectare.